# Jules Forni
Pour les articles homonymes, voir Forni.
Jules Forni, né à Lyon le 17 septembre 1838 et mort le 11 avril 1901 dans le 1er arrondissement de Paris, était un avocat et écrivain français.

## Biographie
Son père, qui faisait partie de l'industrie de la soie à Lyon, le destinait à la même carrière, mais Forni, attiré par le droit, devint finalement avocat à Lyon, puis à la cour d'appel de Paris. Savoyard par sa mère, il resta profondément attaché à cette région, et fut élu député d'Albertville en 1897 : il le resta jusqu'à sa mort en 1901. Poète à ses heures, il donna cinq poèmes dans la première série du Parnasse contemporain (1866).

## Œuvres
- Les Célébrités de la Commune. Raoul Rigault, procureur de la Commune, étude (1871)
- Nouveau commentaire des lois sur les brevets d'invention (1879, avec F. Malapert)
- Histoire de la réunion de la Savoie à la France (1880)
- Origines et histoire de la corporation des restaurateurs et limonadiers de Paris (1886)
- L'Astronome Bouvard (1888)
- Histoire de la Société philanthropique savoisienne de Paris (1889)